# Bijan Rezaei
Bijan Rezaei, född 20 december 1964 i Rūdsar, Iran, är en svensk tyngdlyftare. Han tävlade för Stockholmspolisens IF.
Rezaei tävlade för Sverige vid olympiska sommarspelen 1992 i Barcelona, där slutade på 10:e plats i 100-kilosklassen.